# Flucloxacillina
La flucloxacillina, nota negli Stati Uniti come floxacillina, è un antibiotico beta-lattamico semisintetico derivato dalla penicillina, utilizzato nel trattamento di infezioni da batteri Gram-positivi, anche quelli producenti beta-lattamasi.
Come tutte le penicilline interferisce con i processi di sintesi e di rimodellamento della parete cellulare batterica, inibendo in maniera irreversibile le cosiddette "penicillin binding protein", una categoria di enzimi che entrano in gioco in questo processo.